# Upplands runinskrifter 427
Upplands runinskrifter 427 är en vikingatida runsten av ljusröd granit i Vallstanäs (Linsunda), Norrsunda socken och Sigtuna kommun. Runstenen är 1,40 meter hög och 0,85 meter bred. Runhöjden är 6 centimeter. U 427 är en nonsensinskrift. Runristaren har varit run- men inte språkkunnig.

## Inskriften
Translitterering av runraden:
×· þlia : f(u)þkhi · stiʀ · istbliʀ : fu[istihninsti]hn[f] lmʀ : i(s)tini · stihu · i...fiʀn
Normalisering till runsvenska:
... ... ... ... ... ... ... ... ...